# غراهام بيل (رسام)
غراهام بيل (بالإنجليزية: Graham Bell)‏ هو رسام جنوب أفريقي، ولد في 21 نوفمبر 1910 في جنوب أفريقيا، وتوفي في 9 أغسطس 1943 في نوتنغهامشير في المملكة المتحدة.